# Ikon (gruppo musicale australiano)
Gli Ikon sono un gruppo musicale darkwave australiano di Melbourne formatosi nel 1991.

## Storia
Chris McCarter (voce, chitarra, campionatori) e Dino Molinaro (basso) iniziano a comporre musica ancora studenti alle scuole superiori nel 1988.
Nel 1991 l'iniziale nome Death in the Dark viene cambiato in Ikon, nome con cui il gruppo, il cui suono è un riuscito melange di post-punk, rock, darkwave, è tuttora noto ed apprezzato su scala internazionale dagli amanti del genere.
Sino ad oggi il gruppo ha pubblicato 6 album in studio, cinque EP ed alcune edizioni extra per la Germania, gli Stati Uniti e la Russia.
Brani degli Ikon appaiono anche su diverse compilation e su album tributo, con cover di Joy Division, Cure, Kraftwerk.

## Formazione
- Chris McCarter (vocals/guitars/programming)
- Dino Molinaro (bass)

## Altri componenti
- Michael Carrodus (voce)
- Anthony Griffiths (chitarra, voce)
- David Burns (batteria)
- Clifford Ennis (chitarra, voce)
- Maurice Molella (batteria)
- Anthony Cornish (chitarra)

## Discografia
- In The Shadow Of The Angel (1994)
- Flowers For The Gathering (1996)
- This Quiet Earth (1998)
- On The Edge Of Forever (2001)
- Destroying The World To Save It (2005)
- Love, Hate and Sorrow (2009)